# Choregia
Choregia – w starożytnych Atenach jedna z form liturgii, czyli świadczeń bogatych obywateli na rzecz całego polis. Polegała na sfinansowaniu przygotowania i występu chóru podczas agonów teatralnych lub muzycznych.
Pierwotnie choregia (gr. choregía) oznaczała wyłącznie prowadzenie chóru (stąd choreg to dosłownie „przewodnik chóru”). Zapewne w 502/501 roku p.n.e. formalnie uznano ją za jedną z form liturgii, możliwe, że stało się to przy okazji wprowadzania nowej organizacji świąt w Atenach.
Choregów (dla każdej z fyl) na potrzebę rozmaitych agonów i świąt wyznaczał na początku swojego urzędowania archont eponim. Ich pierwszym zadaniem, przy którym pomagali im protagoniści, było stworzenie chóru spośród współobywateli, na potrzeby tragedii liczącego 16 mężczyzn, zaś przy komedii 24. Następnie opłacali koszty przygotowania go do występu (wynajęcie miejsca ćwiczeń i nauczyciela) oraz zakupywali kostiumy i niektóre z rekwizytów. Opłacali także muzyków, którzy akompaniowali chórowi podczas spektaklu. Podczas obrad zgromadzenia ludowego spisane imiona choregów umieszczano w urnie, a następnie losowo wyznaczano kolejność w jakiej byli wzywani, by wybrać autora utworu w której inscenizacji miał wystąpić ich chór.
Swoistą formą wynagrodzenia czy też wyróżnienia dla chorega był zwyczaj honorowania go, obok autora utworu, który zwyciężył w danym agonie. Ich imiona umieszczano na pomnikach choregicznych, które gromadzono w Teatrze Dionizjosa i jego okolicach. Najbardziej znanym obiektem tego typu jest pomnik Lizykratesa. Wystawienie chóru mogło też dać inną wymierną korzyść, jaką była popularność wśród współobywateli, stąd niektórzy choregowie nie szczędzili kosztów, traktując to jako element ich politycznej kariery.
Choregia była jedną z liturgii do których niekiedy dopuszczano metojków, ponadto czasem zwalniała obciążonych nią obywateli z trierarchii. Koszt spektaklu wystawianego przez 3 dni bywa szacowany na równowartość rocznego utrzymania 1/10 floty ateńskiej. Wzmianki w źródłach wskazują, że chór dytyrambiczny opłacano sumą 300 drachm, natomiast niektóre chóry tragiczne aż 5000. Od końca V wieku p.n.e. zaczęto podejmować kroki, by ograniczyć wysokość tych wydatków i stąd pojawiła się synchoregia, w ramach której kilku obywateli finansowało jeden chór. Stopniowo pokrywanie kosztów wystawiania chórów przejęło państwo. Ostatecznie to Demetrios z Faleronu podczas swojego archontatu zniósł choregię. W okresie hellenistycznym rozdzielaniem środków na ten cel zajmował się specjalnie wyznaczony agnoteta. Niekiedy bogatsi obywatele piastujący to stanowisko dobrowolnie opłacali chóry z własnego majątku, nie była to już jednak liturgia, lecz forma euergetyzmu.